# Poczta Polska

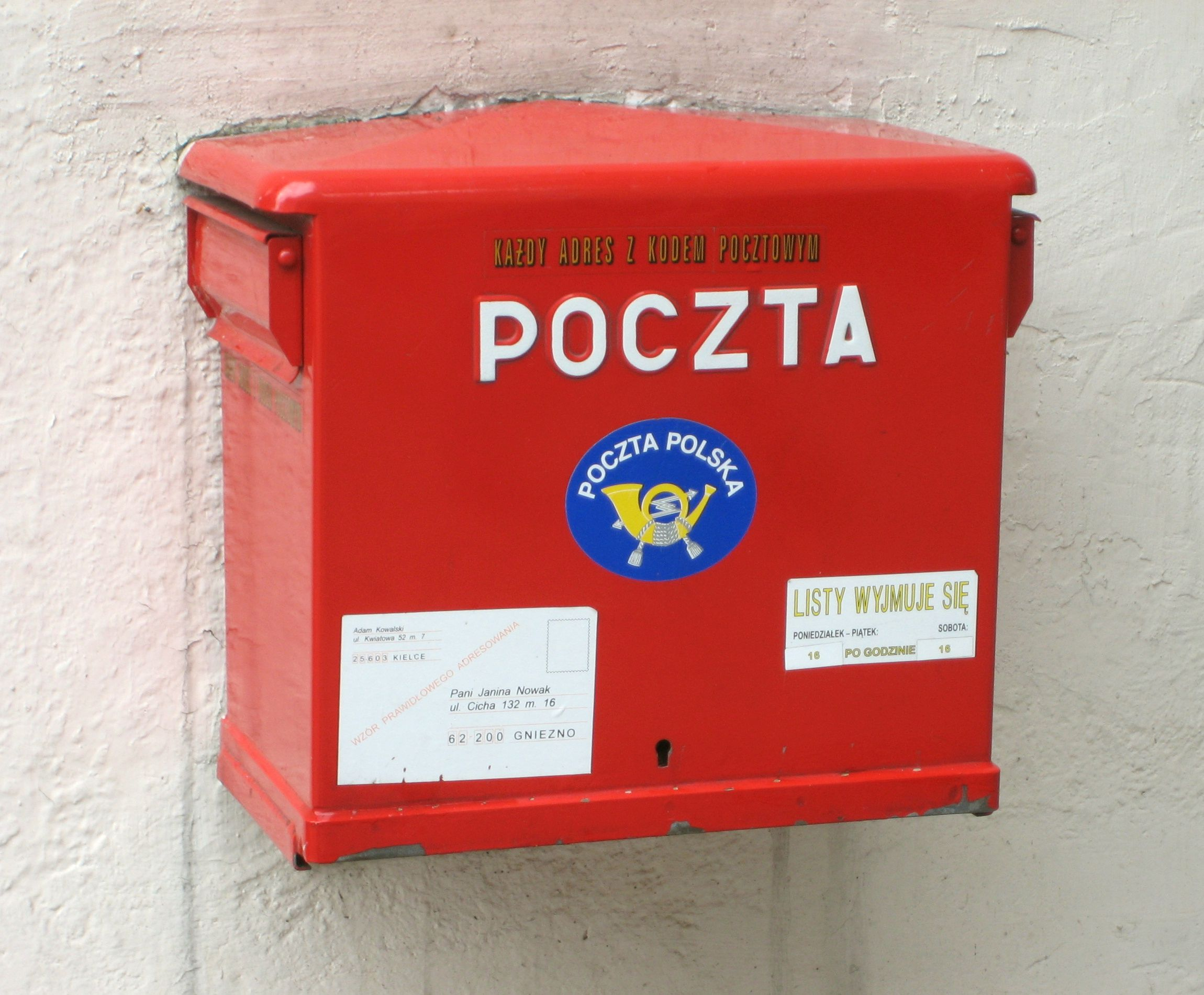
Briefkasten

Ehemaliges Logo

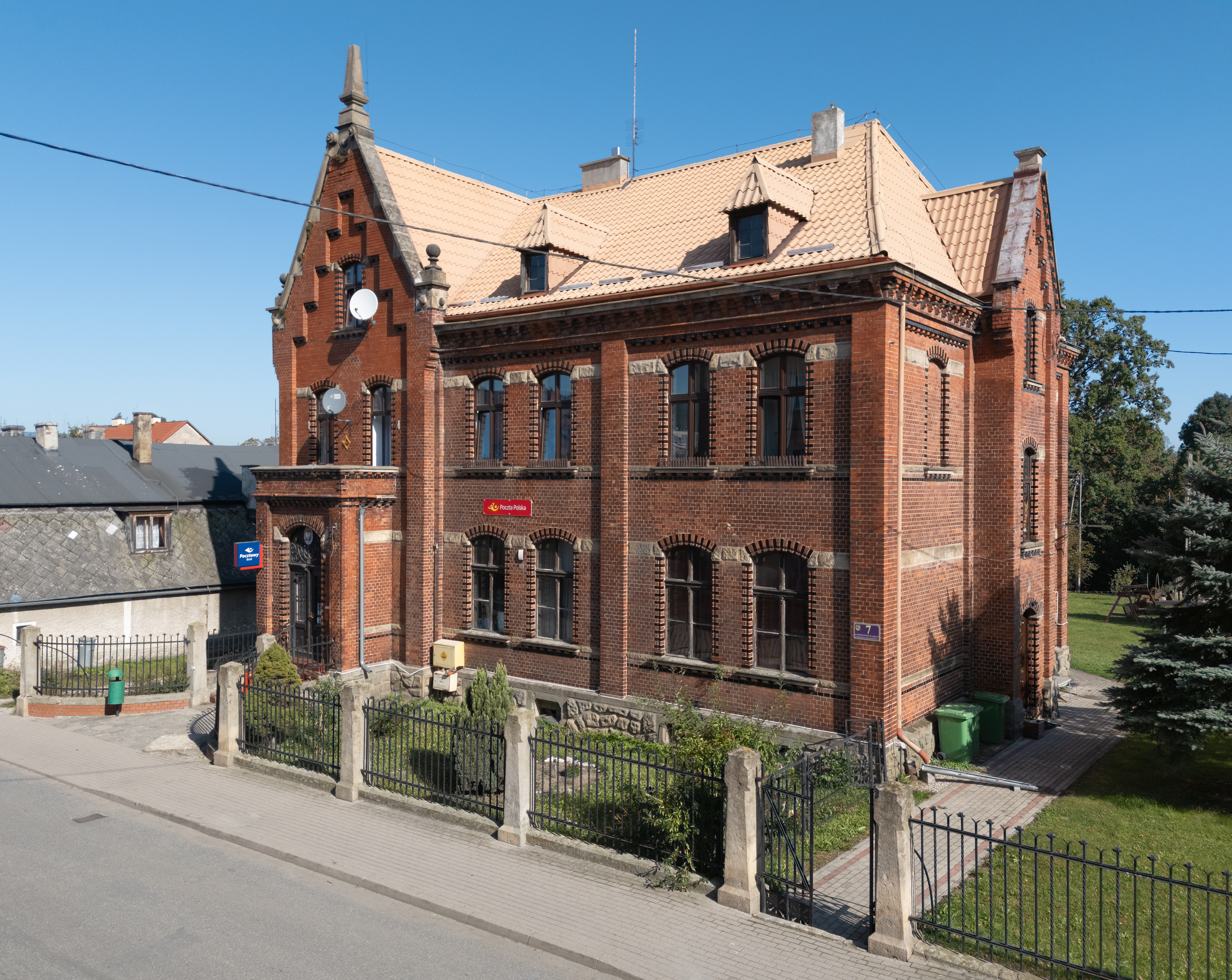

Poczta Polska (deutsch „Polnische Post“) ist der Universaldienstleister für Postdienste in Polen und wurde als staatliche Behörde 1928 gegründet.

## Beschreibung
Das Unternehmen unterhält landesweit 8.240 Postämter und hat 92.000 Mitarbeiter. Als Universaldienstleister ist es dazu verpflichtet, für jeweils 7.000 Einwohner einer Stadt bzw. mindestens einmal auf 65 Quadratkilometern im ländlichen Raum ein Postamt zu unterhalten. Die Dienste müssen an fünf Wochentagen (montags bis freitags) angeboten werden. Bis Ende 2012 hatte das Unternehmen das Postmonopol für Sendungen bis 50 Gramm, was jedoch seit 2007 vom privaten Mitbewerber InPost durch 50 Gramm schwere Kartonkuverts für Sendungen im A4-Format unterlaufen wird. Seit 1. September 2009 wird das Unternehmen als Aktiengesellschaft geführt.
2008 wurde bekannt, dass der polnische Inlandsgeheimdienst (polnisch Agencja Bezpieczeństwa Wewnętrznego) plant, die Adressdaten aller Briefe in Polen zu scannen. Damit soll eine Datenbank aufgebaut werden, deren Daten schriftvergleichend ausgewertet werden. Die Ausstattung der Poczta Polska mit entsprechenden Scannern soll 250 Millionen Złoty kosten.

## Postgruppe
Zur Postgruppe gehören weitere Gesellschaften:
- Bank Pocztowy
- Pocztylion – Arka PTE S.A. (Pensionsfonds)
- Pocztowa Agencja Usług Finansowych (Finanzdienstleister)
- POST-TEL Spółka z o. o.
- Postdata S.A.
- Pocztowe Towarzystwo Ubezpieczeń Wzajemnych (Versicherung)

## Postreform
Von zehn Postämtern auf dem Lande bringen neun Verluste, weshalb sie massenweise geschlossen und durch private Postannahme-Stellen in Tankstellen und örtlichen Lebensmittelgeschäften ersetzt werden sollen. Das spart zwei Drittel der Kosten. 1478 von insgesamt 8240 Filialen will die Staatspost Poczta Polska aufgeben. Bis 2015 sollen weitere 8000 Stellen gestrichen werden. Um den Universaldienst zu gewährleisten, müssen die privaten Poststellen Briefe bis 2 kg und Pakete bis 10 kg annehmen (Auslandspakete bis 20 kg). Vielleicht setzt man auch Poststellen auf Rädern ein, die tage- und stundenweise bestimmte Dörfer anfahren. Für die Ausgabe von Päckchen und Paketen werden Automaten aufgestellt. 2008 machte die Poczta Polska 215 Mio. und ein Jahr darauf 190 Mio. Złoty Verlust. Der Umsatz lag 2009 mit 6,76 Mrd. Złoty ein Viertel unter dem Plan. Die für die Schließung der Ämter notwendige Gesetzesänderung wurde im Herbst 2010 vom Ministerrat akzeptiert. Von 3809 städtischen Postämtern sollen 3335 übrig bleiben, und von 4534 dörflichen Postämtern will man mindestens 3427 behalten.

## Gewerkschaften
Bei der Poczta Polska agieren 67 Gewerkschaften, wovon die größten in den Gewerkschaftsbünden OPZZ (22.000 Postmitglieder), Solidarność (14.000) und Forum ZZ (4.000) organisiert sind. Im Mai 2008 haben 32 Gewerkschaften mit der Generaldirektion 400 Złoty Lohnerhöhung ab August 2008 sowie Einkaufsgutscheine im Dezember 2008 für 400 Złoty ausgehandelt. Einige Gewerkschaften, darunter die Solidarność und die Gewerkschaft der Post-Wachleute, wollten dem nicht zustimmen. Mitte September 2010 stimmten 60 von 67 Postgewerkschaften einem neuen Tarifvertrag zu, der am 1. Januar 2011 in Kraft tritt. Der alte Tarifvertrag war fünf Jahre zuvor ausgelaufen. Der neue Tarifvertrag beinhaltet die Abschaffung der Jubiläumsprämien nach zehn Jahren sowie die Verringerung der Abfindungen auf das vom Arbeitsgesetz vorgeschriebene Niveau. Zulagen für Zusatzaufgaben werden in Lohnerhöhungen oder Leistungsprämien umgewandelt. Außerdem werden die Lohnzahlungen synchronisiert und vereinfacht, wodurch die Post jährlich 5 Mio. Złoty spart.

## Vorstandsvorsitzender
- Andrzej Polakowski (10. Mai 2007 bis 31. August 2009 Generaldirektor)
- Przemysław Sypniewski (seit 21. Juni 2016)[5]